# Église Sainte-Eulalie de Benet
L'église Sainte-Eulalie est une église catholique située à Benet, en France.

## Localisation
L'église est située dans le département français de la Vendée, sur la commune de Benet.

## Historique
L'édifice, construit au 12e siècle et amendé au 15e siècle, est classé au titre des monuments historiques en 1913.